# Râle de Levraud
Laterallus levraudi
Espèce
Statut de conservation UICN

 VU  : Vulnérable
Le Râle de Levraud (Laterallus levraudi) est une espèce d'oiseaux de la famille des Rallidae.

## Répartition
Cette espèce est endémique des montagnes du nord du Venezuela.